# Панево (Куявсько-Поморське воєводство)
Панево (пол. Paniewo) — село в Польщі, у гміні Топулька Радзейовського повіту Куявсько-Поморського воєводства.
Населення — 225 осіб (2011).
У 1975-1998 роках село належало до Влоцлавського воєводства.

## Демографія
Демографічна структура станом на 31 березня 2011 року:
|          | Загалом | Допрацездатний вік | Працездатний вік | Постпрацездатний вік |
| -------- | ------- | ------------------ | ---------------- | -------------------- |
| Чоловіки | 108     | 22                 | 78               | 8                    |
| Жінки    | 117     | 22                 | 69               | 26                   |
| Разом    | 225     | 44                 | 147              | 34                   |